# 98世代
98世代（西班牙語：Generación del 98）是指西班牙在1898年美西戰爭後由當時年輕一代的文人作家所組成的團體。
1898年美西戰爭西班牙慘敗，造成西班牙國內社會、經濟及政治上的危機，有感於對國家現狀及未來的憂慮，當時一群年輕作家興起一股新的創作思潮，反對腐敗的君主政體、提倡具有民族風格的西班牙藝術。代表性作家有米蓋爾·德·烏納穆諾、安東尼奧·馬查多、皮奧·巴羅哈、何塞·马丁内斯·鲁伊斯和拉蒙·德尔巴列-因克兰等人。